# Railway Gazette International
Railway Gazette International ist eine monatlich erscheinende Business-to-Business-Publikation für die weltweite Eisenbahn-, U-Bahn-, Stadtbahn- und Straßenbahnindustrie. Erhältlich im Jahresabonnement wird die Fachzeitschrift in über 140 Ländern von Transportspezialisten, Entscheidungsträgern, Eisenbahnführungskräften, Beratern und Anbietern von Erzeugnissen für die Bahnindustrie gelesen. Ein Mix von technischen, kommerziellen und geographischen Artikeln, ergänzt durch die regelmäßigen, monatlichen Newsseiten, deckt die Entwicklungen auf allen Gebieten der Eisenbahnindustrie ab, wie Infrastruktur, Betrieb, Rollmaterial und Signaltechnik.

## Publikationen
Railway Gazette International gehört zur Railway-Gazette-Gruppe, der weitere Publikationen angehören, wie
- Rail Business Intelligence (ehemals Rail Privatisation News), ein 14-täglicher Newsletter betreffend die Bahnindustrie in Großbritannien.
- Railway Directory, jährliches Nachschlagewerk mit Industriereferenzen und -kontakten, auch als Online-Version verfügbar.
- Website RailwayGazette.com, bietet eine Mischung aus Neuigkeiten und Musterartikeln aus dem Monatsheft.
- Metro Report, im Abonnement von Railway Gazette International inbegriffen, berichtet über spezifische Entwicklungen im schienengebundenen Personennahverkehr, wie Tram, S-Bahn, Metro sowie über regionale Verkehrsnetze.
- Railway Gazette China Edition enthält Artikel aus der Railway Gazette International von besonderem Interesse für den chinesischen Markt und in chinesischer Sprache (Mandarin), Verbreitung in Zusammenarbeit mit dem Institute of Scientific and Technical Information of China (ISTIC).

## Geschichte
Die Gründung der Zeitschrift erfolgte im Mai 1835 unter dem Titel The Railway Magazine. Der Titel Railway Gazette datiert vom Juli 1905. Im Oktober 1970 wurde der Name in Railway Gazette International geändert.
Die Railway-Gazette-Gruppe gehört der DVV Media UK Ltd. und ist Teil der in Hamburg domizilierten DVV Media Group. Railway Gazette war bis zum 1. April 2007 im Besitz von Reed Business Information in Sutton. Der Sitz von DVV Media UK Ltd. ist ebenfalls in Sutton, Surrey, England.

## Weblink
- www.railwaygazette.com